# 云南独活
云南独活（学名：Heracleum yunnanense）是伞形科独活属的植物，其种加词“yunnanense”意为“云南的”。中国特有植物。分布于中国大陆的云南等地，生长于海拔4,150米的地区，目前尚未由人工引种栽培。
现接受名为云南四带芹（Tetrataenium yunnanense (Franch.) Manden. ex Q.Y.Xiao & X.J.He, 2017）。